# Camp de Sant Pere (l'Estany)

El Camp de Sant Pere, respecte del terme de l'Estany

El Camp de Sant Pere és un paratge del terme municipal de l'Estany, a la comarca del Moianès.
Està situat a la part central del terme municipal, al costat de llevant del poble de l'Estany i en el de ponent de la Serreta. És a migdia del Molí del Grau i de la casa de Betlem. Es troba al nord-est de l'Estany de l'Estany i al sud-est de les Saleres del Grau.